# Clusia leptanthera
Clusia leptanthera är en tvåhjärtbladig växtart som beskrevs av José Cuatrecasas. Clusia leptanthera ingår i släktet Clusia och familjen Clusiaceae. Inga underarter finns listade i Catalogue of Life.